# Impero delle Gallie
L'impero delle Gallie (in latino Imperium Galliarum; dal 260 al 273) è il nome moderno che viene dato ad uno stato nato dalla secessione delle province di Gallia, Britannia e Spagna dell'Impero romano durante la crisi del III secolo.

## Storia
Nel 260 circa l'Impero romano era governato da due imperatori, Valeriano e suo figlio Gallieno: il secondo era rimasto in Occidente a fare fronte contro le invasioni barbariche lungo la frontiera renano-danubiana, il primo si recò in Oriente a combattere contro i Sasanidi, ma fu fatto prigioniero. Alla notizia della cattura di Valeriano, due porzioni dell'impero si staccarono: in Oriente Settimio Odenato respinse i Sasanidi, ma si ritagliò a tutti gli effetti un dominio personale, noto come Regno di Palmira; in Occidente il comandante delle truppe renane, Postumo, si rivoltò uccidendo Salonino, il figlio di Gallieno di cui era tutore, proclamandosi augusto e creando un vero e proprio Stato, con senato, consoli e magistrature simili a quelle dell'impero "centrale".
La rivolta di Postumo è collegabile alle incursioni dei barbari oltre la frontiera renana. Postumo sconfisse gli incursori e distribuì il bottino tra i propri uomini, ma il prefetto del pretorio Silvano gli ordinò di consegnare quanto aveva recuperato al cesare Salonino. Postumo guidò le proprie truppe, che si erano ribellate e lo avevano acclamato imperatore, su Colonia, dove si trovavano Salonino e Silvano, ponendola sotto assedio; i soldati del cesare passarono dalla parte dell'usurpatore, consegnando Salonino e Silvano ai loro carnefici.
Postumo non tentò di contendere a Gallieno il potere sul resto dell'Impero, ma si accontentò del controllo di Gallia, Spagna e Britannia, rafforzando al contempo le frontiere occidentali (qualcosa di simile faceva contemporaneamente Odenato in Oriente). Nel 265 Gallieno si sentì sufficientemente rafforzato da poter tentare la conquista delle province occidentali, ma dopo alcuni successi iniziali fecero seguito alcuni fallimenti, durante uno dei quali Gallieno stesso fu ferito; decise allora di lasciare a Postumo il controllo dell'Occidente.
Nel 268 Aureolo, comandante di Gallieno incaricato della difesa dell'Italia, si rivoltò contro l'imperatore e fu assediato a Mediolanum: riconobbe Postumo imperatore, forse per sollecitarne il soccorso, ma anche questa volta Postumo non intervenne contro Gallieno, permettendogli di sopprimere la rivolta.
Postumo regnò per quasi un decennio; egli promise alle popolazioni delle sue province la protezione dalle invasioni e dai saccheggi dei barbari, che garantì con la propria abilità militare; la sua amministrazione fu saggia, a giudicare dalla qualità della sua monetazione, e fu in grado di respingere i tentativi di riconquista di Gallieno senza imbarcarsi a propria volta in tentativi di espansione. Il suo destino, però, si giocò sul consenso dell'esercito. Nel 268 circa gli si rivoltò contro Leliano, che guidava le legioni XXII Primigenia e VIII Augusta; Postumo riuscì ad assediarlo a Moguntiacum ma, dopo la morte del rivale, proibì ai propri soldati di saccheggiare la città conquistata e questi gli si rivoltarono contro, uccidendolo.
A Postumo succedette, col controllo dell'impero Vittorino, nel 268 o nel 271. Poco dopo, nel 269 o nel 271/272, l'imperatore Claudio il Gotico inviò nella Gallia meridionale Giulio Placidiano, che riuscì a riconquistare parte dell'Impero delle Gallie; fu probabilmente in questa occasione che la città di Augustodunum si rivoltò, forse confidando nel sostegno delle truppe di Claudio, ma Vittorino la assediò e, riconquistatala, ne punì la popolazione.
Vittorino fu ucciso per ragioni private e sua madre Vittoria convinse le truppe, promettendo loro una forte donazione, a sostenere Tetrico, governatore d'Aquitania; mentre Gallia (ad eccezione della Narborense riconquistata da Placidiano) e Britannia lo riconobbero, le province spagnole e la città di Argentoratum decisero di ritornare all'impero centrale. Tetrico spostò la capitale da Colonia a Treviri e ottenne alcune vittorie sui Germani, attestate dalle monete recanti la legenda VICTORIA GERMANICA. La realtà era però differente: Tetrico non fu in grado di opporsi efficacemente alle incursioni barbariche lungo le coste e il Reno, tanto che una incursione raggiunse persino la Loira, ma anzi dovette arretrare la linea difensiva abbandonando diversi forti frontalieri.
L'Impero delle Gallie fu alla fine riconquistato dall'imperatore Aureliano (270-275), che con una serie di campagne militari riuscì nuovamente a ribadire il potere imperiale sia in occidente che in oriente (regno di Palmira). Alla fine del 273 o all'inizio del 274 marciò sulla Gallia e sconfisse Tetrico nella battaglia di Chalons. Nel marzo del 274 la zecca di Lione smise di coniare monete per l'ultimo imperatore delle Gallie e iniziò la coniazione a nome di Aureliano, Restitutor Orbis. L'ultimo colpo di coda fu rappresentato dalla rivolta di Faustino a Treviri, rapidamente soppressa.
Gli imperatori che si succedettero al comando dell'impero furono:
- Postumo (Marco Cassiano Latinio Postumo) 259/260 - 268
- Leliano (Gaio Ulpio Cornelio Leliano) o Lolliano 268
- Marco Aurelio Mario 268
- Vittorino 268 - 271
- Domiziano II 271
- Tetrico (Gaio Pio Esuvio Tetrico) (271 - 274), dal 273 con il figlio Tetrico iunior
- Faustino (Imperatore delle Gallie) 273 - 274.

### Altre usurpazioni in Gallia
Anche in seguito ci furono numerosi usurpatori nelle province galliche, ma si trattò più di ribellioni che di una duratura separazione dall'impero romano.
- Tito Ilio Proculo e Gaio Quinto Bonoso nel 280. Queste rivolte possono essere considerate tentativi di ripristinare l'Impero delle Gallie.[11]
- Marco Aurelio Mauseo Carausio (287-293), Lucio Domizio Domiziano (292) e Alletto (293).
- Flavio Magno Magnenzio (350-353) e Magno Decenzio (351-353) e poi Claudio Silvano (355)
- Magno Massimo (Magno Clemente Massimo, 383-388), Flavio Vittore (384-388)
- Costantino III (407-411), Costante II (409-411) Massimo (409-411 e forse morto nel 422), Giovino (411-413); già nel quadro della formazione dei regni romano barbarici.

## Amministrazione
L'Impero delle Gallie fu, a tutti gli effetti, una copia di quello romano, avendo un imperatore che si proclamava augusto, un senato e dei consoli.
| Anno | Console prior | Console posterior |
| ---- | ------------- | ----------------- |
| 260  | Postumo       | Onoraziano        |
| 261  | Postumo II    |                   |
| 262  | Postumo III   |                   |
| 263  |               |                   |
| 264  |               |                   |
| 265  |               |                   |
| 266  |               |                   |
| 267  | Postumo IV    | Vittorino         |
| 268  | Postumo V     |                   |
| 269  |               |                   |

Sono noti anche altri consoli, che non è possibile collocare temporalmente: Censore e Lepido, connessi ad una unità nota come i "Postumiani", che erano entrambi al secondo consolato; Apr(inio) e Ruf(ino); Vittorino e Santo, tra il 269 e il 271; Diale e Basso; tre consolati di Tetrico, di cui uno assieme al figlio.
Nel 260 Postumo controllava la zecca delle Gallie, mentre nel 270 erano attive due zecche, a Treviri e a Colonia; nel 262, con gli ultimi sesterzi di Postumo, terminò la coniazione di monete in bronzo. La secessione delle province nord-occidentali dell'Impero fece sì che le miniere di argento della Britannia e forse della Spagna passassero sotto il controllo dell'Impero delle Gallie, sottraendosi alla disponibilità dell'Impero romano: questo permise a Postumo e ai suoi successori di coniare per qualche periodo monete di qualità nettamente superiore a quelle di Gallieno, rafforzando il loro controllo sulle province separatiste. Postumo rimise in circolazione sia il sesterzio che il doppio sesterzio radiato, introdotto da Traiano Decio, riconiando monete di Traiano e Adriano ancora in circolazione.